# Ordre de Viesturs

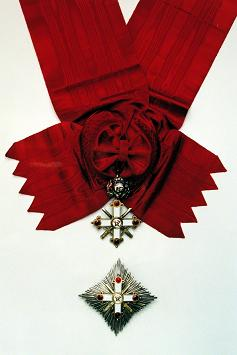

L'Ordre de Viesturs  (en letton : Viestura ordenis) est une distinction, créée en 1938, décernée en Lettonie. Son nom fait référence à Viesturs (Vesthardus Rex), l'un des grands chefs de Zemgale au XIIIe siècle. L'ordre comprend cinq grades et trois médailles d'honneur et est attribué pour récompenser les exploits civils et militaires. Cette décoration peut aussi être décernée aux étrangers.
Sa devise est Confortamini et pugnate (Soyez forts et combatifs).
L'Ordre a été décerné de 1938 à 1940, puis, de nouveau à partir de 2004. 
Le président de la République lettonne, après sa nomination, reçoit l'ordre du premier grade avec la chaîne des mains du chef de Saeima lors d'une cérémonie spéciale.
Les noms des récipiendaires sont publiés et archivés par Latvijas Vēstnesis.